# F-04E
docomo with series ARROWS V F-04E（ドコモ ウィズ シリーズ アローズ ブイ／ヴィ エフゼロヨンイー）は、富士通によって開発された、NTTドコモの第3.9世代移動通信システム（Xi）と第3世代移動通信システム（FOMA）のデュアルモード端末である。docomo with seriesのひとつ。

## 概要
withではあるがデザインはARROWS X LTE F-05D、機能とスペックはARROWS X F-10D（いずれもNEXT）のそれぞれの特徴を受け継いだ機種で、2GBの大容量メモリとARROWSシリーズでは最大となる64GBの大容量ストレージを搭載したモデルである。本機は「ARROWS V」シリーズの1作目となっており、「X」（F-05D→F-10D）の後継機種は兄弟機種であるF-02Eとなる。「V」には「Visual」の意味が込められており、かつて東芝が主導してT-02D（NEXT）まで展開していた「REGZA Phone」シリーズの面影を残している。
F-10Dに引き続きクアッドコアCPU「NVIDIA Tegra 3」を搭載し、T-02Dに引き続きではあるがARROWSシリーズ単独の機種としては兄弟機種のARROWS Kiss F-03Eと同時に初めてNOTTVに対応し、新たにNFCに対応している。ただし、F-02E・F-03Eと同じくNFCを使った決済サービスには非対応である。バッテリー容量は2420mAh。
その他、ユーザーの年齢に合わせた自動配色補正機能「あわせるビュー」、端末を握る手や指が画面の端にかかっても誤作動しない「うっかりタッチサポート」、画面上で指がどう触れているかを検知し、意図した場所にしっかりタッチできる「おまかせタッチ」、スワイプ操作により表示されている画面を保存、その上から手書きでメモやマーカーを付けられる「キャプメモ」を新たに搭載している。
ちなみに、F-02EのTegra 3は本機とF-10Dの1.5GHzから1.7GHzにクロックアップしAndroidも4.1を搭載するが、ストレージは本機の半分の32GBとなる。
なお、F-02E・T-02D・F-05Dと同様おくだけ充電には対応していない。
2012年冬モデルから新機種のリリースタイミングが変更された影響で、わずか半年ほどで生産終了となった。奇しくもT-02Dも同時期に生産が終了している。
キャッチコピーは、「エンタメもサクサク快適! クアッドコア & 大容量メモリ搭載のハイスペック」。

## 主な機能
| 主な対応サービス                                | 主な対応サービス                         | 主な対応サービス                     | 主な対応サービス                                       |
| ----------------------------------------------- | ---------------------------------------- | ------------------------------------ | ------------------------------------------------------ |
| タッチパネル/加速度センサー                     | Xi/FOMAハイスピード                      | Bluetooth                            | DCMX/おサイフケータイ/NFC/かざしてリンク/赤外線/トルカ |
| ワンセグ/モバキャス                             | メロディコール                           | テザリング                           | WiFi IEEE802.11a/b/g/n                                 |
| GPS                                             | ドコモメール/電話帳バックアップ          | デコメール/デコメ絵文字/デコメアニメ | iチャネル                                              |
| エリアメール/ソフトウェアーアップデート自動更新 | デジタルオーディオプレーヤー(WMA)(MP3他) | GSM/3Gローミング（WORLD WING）       | フルブラウザ/Flash Player                              |
| Google Play/dメニュー/dマーケット               | Gmail/Google Talk/YouTube/Picasa         | バーコードリーダ/名刺リーダ          | ドコモ地図ナビ/Google Maps/ストリートビュー            |

## 歴史
- 2012年10月11日 - NTTドコモより発表。
- 2012年11月21日 - 事前予約開始。
- 2012年11月28日 - 発売開始[9]。
- 2013年3月 - 生産終了。ドコモのラインナップから削除される。
- 2013年5月8日 - Android 4.2バージョンアップ対象機種に選定される[10]。
- 2013年11月28日 - Android 4.2へバージョンアップ開始。

## アップデート・不具合など
2012年12月17日のアップデート
- 充電器を携帯電話(本体)に直接接続し充電すると、充電中に停止し満充電とならない不具合を修正する。
- カメラアプリ起動後ズーム操作を行うと、カメラアプリが強制終了する不具合を修正する。
- ビルド番号がV10R27EからV11R29Dになる。

2013年1月31日のアップデート
- Videoストアのコンテンツを再生中、まれにエラーメッセージが表示される不具合を修正する。
- ビルド番号がV11R29DからV13R30Cになる。

2013年3月18日のアップデート
- Gガイド番組表より録画予約すると、予約した番組名が正しく表示されない不具合を修正する。
- ビルド番号がV13R30CからV14R31Cになる。

2013年8月21日のアップデート
- 音楽再生中にボリューム変更やイヤホン抜き差しを繰り返すと、携帯電話（本体）が再起動する不具合を修正する。
- ビルド番号がV14R31CからV15R32Dになる。

2013年11月28日のアップデート（OSバージョンアップ）
- 本機特有の主な変更点
  - ロック画面からカメラ[14]やウィジェットが起動できるようになる。
  - アプリ履歴を一括削除できるようになる。
  - ランチャーでPalette UIを設定時、アプリなどのアイコンが大きくなる。
  - ランチャーでNX! ホームを設定時、フォルダ内のアプリが最大9個まで表示され、アイコンがカスタマイズできるようになる。
  - Android標準ブラウザから辞書が引けるようになる。
  - 文字入力キーボードの高さと幅、背景変更ができるようになる。
- Android 4.2における共通の変更点
  - Android OS全体で、表示速度とタッチ反応が向上。
  - Google Nowへの対応。
  - ステータスバーから次のアクションが可能に。
  - ロックスクリーンウィジェットへの対応。
  - スクリーンセーバー「DayDream」の追加。
- ドコモ共通の変更点
  - データ保管BOXへ対応。
  - NOTTVの番組録画や予約録画が可能に。
- 不具合修正
  - Xiエリアにて、GPSの測位に時間がかかる場合がある。
- ビルド番号がV10R27E、V11R29D、V13R30C、V14R31C、V15R32D、V16R33DからV09R40Bになる。

2013年12月19日のアップデート
- ワンセグ視聴中、まれに携帯電話（本体）が再起動する場合がある不具合を修正する。
- まれにWi-Fi機能がONにできない場合がある不具合を修正する。
- ビルド番号がAndroidバージョン4.0.4の場合、V10R27E、V11R29D、V13R30C、V14R31C、V15R32DからV16R33Dに、Androidバージョン4.2.2の場合、V08R39AからV09R40Bなる。

※以下のアップデートは、2013年11月28日より提供しているOSバージョンアップを実施された携帯電話がソフトウェア更新の対象となるため、事前にOSバージョンアップの実施が必要となる。
2014年2月18日のアップデート
- カメラアプリまたはギャラリーアプリを起動すると、まれにアプリが強制終了する場合がある不具合を修正する。
- ビルド番号がV08R39A、V09R40BからV10R41Aとなる。

2014年10月29日のアップデート
- カメラアプリで撮影した画像に位置情報が付与されない場合がある不具合を修正する。
- ビルド番号がV08R39A、V09R40B、V10R41AからV11R43Bになる。